# قطعنامه ۵۴۵ شورای امنیت
قطعنامه ۵۴۵ شورای امنیت سازمان ملل متحد که در تاریخ ۲۰ دسامبر ۱۹۸۳ تصویب شد، سندی بین‌المللی دربارهٔ آنگولا-آفریقای جنوبی است. این قطعنامه طی نشست ۲۵۰۸ام با ۱۴ موافق، ۰ مخالف و ۱ ممتنع تصویب شد.